# Ubi pus, ibi evacua
Ubi pus, ibi evacua („Wo Eiter [ist], dort räume aus“) ist eine Lateinische Phrase, die oft in der Medizin zitiert wird. Er bedeutet, dass wo immer sich Eiter befindet, dieser ausgeräumt werden sollte. Dies bezieht sich darauf, dass Ärzte eine Ableitung für den Eiter schaffen sollten, falls sich dieser im Körper ansammelt. 